# Märkkallarna
Märkkallarna är skär i Åland (Finland). De ligger i den nordvästra delen av landskapet, 50 km nordväst om huvudstaden Mariehamn.
Terrängen runt Märkkallarna är mycket platt. Trakten är glest befolkad. Det finns inga samhällen i närheten. 